# Sunil Dutt
Sunil Dutt, född 6 juni 1929 i byn Khurd, nuv. Pakistan, död 25 maj 2005, var en indisk skådespelare och politiker (INC). Han var sportminister i Manmohan Singhs indiska regering som tillträdde 2004. 
Dutt var filmskådespelare och har gjort en mängd filmer på hindi från 1956. Han var sedan 11 mars 1958 gift med filmstjärnan Nargis och hans son Sanjay var med i Rocky 1981. 

## Filmografi
- Railway Platform
- Ek hi Raastaa (1956)
- Mother India (1956)
- Saadhna (1958)
- Sujata (1959)
- Main Chup Rahoongi (1962)
- Gumraah (1963)
- Mujhe Jeene Do (1963)
- Yeh Raasten Hai Pyaar Ke (1963)
- Yaadein (1964)
- Waqt (1965)
- Humraaz (1967)
- Meherbaan (1967)
- Milan (1967)
- Reshma aur Shera (1971)
- Zakhmee (1975)
- Jaani Dushman (1978)
- Munnabhai M.B.B.S. (2003)